# La Plaine Ground
La Plaine Ground – wielofunkcyjny stadion w La Plaine na Dominice. Obecnie używany głównie dla meczów piłki nożnej. Stadion może pomieścić 1 000 widzów.